# Oakham United F.C. (Rutland)
Oakham United là một câu lạc bộ bóng đá đến từ Oakham, Rutland, Anh.

## Lịch sử
Câu lạc bộ được thành lập năm 2011 là kết quả của sự hợp nhất giữa 2 đội bóng Rutland Rangers và Oakham Imperial. Đội bóng này giành chức vô địch ở Peterborough and District Football League Premier Division năm 2015 và được thăng hạng United Counties League Division One, nằm ở Bậc 6 của National League System.